# Розате
Розате (итал. Rosate) — коммуна в Италии, в провинции Милан области Ломбардия.
Население составляет 5116 человек (на 2004 г.), плотность населения составляет 289 чел./км². Занимает площадь 18 км². Почтовый индекс — 20088. Телефонный код — 02.
Покровителем населённого пункта считается святой Стефан Первомученик. Праздник ежегодно празднуется 26 декабря.

## Города-побратимы
- Тарново-Подгурне, Польша
- Рордорф, Германия